# Kamienie Borysa

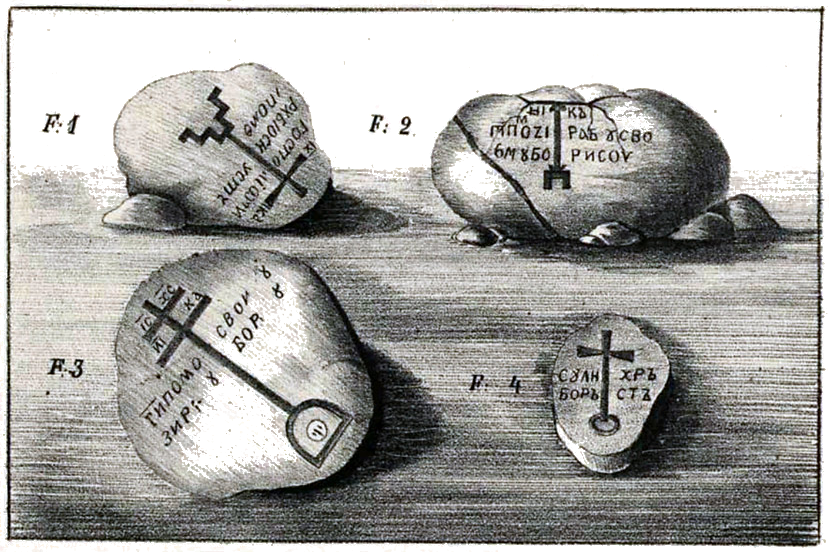
Kamienie dźwińskie lub Borysowe

Kamienie Borysa lub dźwińskie (biał. Барысавы камяні) – dochodzące do kilku metrów głazy z wyrytymi na nich krzyżami i napisami Panie, pomóż swojemu niewolnikowi Borysowi, zlokalizowane głównie w dorzeczu Dźwiny, na północy Białorusi. Większość naukowców napis kojarzy z Rogwołodem II Wsiesławiczem księciem połockim, który na chrzcie otrzymał imię Borys. Uważane są za pomniki epigrafiki pokazujące początki chrześcijaństwa na Białorusi i za świadków początków jej państwowości.    

## Historia odkrycia i badań
Jako pierwszy na jeden z kamieni zwrócił uwagę w drugiej połowie XVI wieku Maciej Stryjkowski. W swojej Kronice Polskiej... pisze: A na to budowanie przeważnym kosztem aż z Lifland, cegłę,wapno, alabaster i insze potrzeby w strugach Dźwiną rzeką wożono. A tego każdy najdzie i dziś jawne świadectwo, kamień w Dźwinie wyniosły, od Dzisny, dzisiejszego naszej pamięci założonego miasta, mila, a od Połockasiedm, między Drissą a Dzisną, na niż do Rygi płynąc, na którym kamieniu jest krzyż ruskim wyryty kształtem, taki, a tego xiążęcia Borissa napis podnim: wspomoży Hospody raba swojoho, Borissa syna Gynwiloweho! ruskimi literami, co mnie ukazował jeden kupiec z Dzisny, gdy nas kilko żołnierzów z Witebska w strugu jechało do Dinamuntu nad Inflanckie morze, a iżeśmy tam w tym miejscu z przygody nocowali, strugi do brzegu przypchnąwszy, do tegośmy się kamienia w czołnie wozili, chcąc widzieć starożytną dawność rzeczy
W 1818 roku zgodnie z rozporządzeniem władz prowadzono prace mające oczyścić koryto Dźwiny, a by ułatwić żeglugę. Generał Kankrin wysłał w związku z tym pismo nakazujące informować go o odnalezionych kamieniach z napisami. Zanim ono dotarło ono do nadzorującego prace porucznika Deboraka zostały zniszczone dwa kamienie. Jeden z nich był nazywany przez miejscową ludność Borys-Hleb. Opis kamieni zachował się w raportach, a informacje na ten temat podał generała Kankrin w listach do petersburskiego mecenasa i kolekcjonera sztuki, hrabiego Nikołaja Rumiancewa.  
W 1842 roku cztery kamienie opisał w czasopiśmie Rubon A. Plater. W 1846 roku kolejny opis, zawierający niestety błędy pojawił się w czasopiśmie Wiadomości Witebskie. W 1890 roku ukazała się rozprawa Aleksego Sapunowa Dwinskoje ili Borysowy kamni.  Praca ta nie tylko zbiera wiadomości o kamieniach, a le zawiera również ich rysunki. W 1894 roku podczas wyprawy do guberni witebskiej odkrył on kolejne kamienie. Ich opis ukazał się w 81 numerze Wiadomości Witebskich w artykule Odkrycia archeologiczne. Odkrył on jeszcze jeden kamień w Drui na lewym brzegu Dźwiny, poniżej ujścia rzeki Drujki oraz kamień nad brzegiem rzeki Wilii. Został on opisany w książce Konstantego Tyszkiewicza Wilija i jej brzegi, ale Sapunow dzięki pisarzowi gminnemu F. Kociełło odczytał znajdujący się na nim napis po oczyszczeniu go z mchu.   
W latach 60. XX wieku badanie materiałów związanych z kamieniami prowadził Boris Rybakow, który postawił tezę, że są to święte kamienie, na których wyryto w latach głodu napisy w nadziei na Bożą pomoc w osiągnięciu dobrych plonów.

## Kamienie dźwińskie lub Borysa
Użycie pojęcia kamienie dźwińskie wiąże się z ich lokalizacją w korycie rzeki Dźwiny. Ponieważ znajduje się na nich napis Panie, pomóż swojemu niewolnikowi Borysowi, używane jest również pojęcie kamienie Borysa. Oba te pojęcia obejmują kamienie znajdujące się obecnie na północy współczesnej Białorusi z wyrytym na nich chrystogramem Konstantyna i cytowanym napisem. U góry po bokach krzyża wygrawerowane są również litery: IC XC NIKA, co oznacza Jezus Chrystus zwyciężaj. Krzyż stoi na podstawie, która ma symbolizować Golgotę. Według badaczy napisy zostały wykonane na zlecenie księcia połockiego Rogwołoda II Wsiesławicza. Do XXI wieku zachowały się tylko cztery kamienie:    

### Kamień Borysa w Połocku
Kamień Borysa nazywany również „pierwszym kamieniem Borysa”, „Borys”, „Borys-Hleb”, Chlebnik. Pierwotnie znajdował się około 5 kilometrów od Połocka w dolnym biegu Dźwiny przy lewem jej brzegu. Pierwsza próba wyciągnięcia kamienia z rzeki miała miejsce w 1889 roku i zakończyła się niepowodzeniem. W 1981 roku kamień ważący 70 ton został podniesiony z Dźwiny i umieszczony w Połocku naprzeciwko soboru św. Zofii.  
Jest to głaz z czerwonawego skalenia o nieregularnym kształcie i średnicy około 3 metrów. Umieszczono na nim czteroramienny krzyż na stopniowanej stopie i napis tradycyjny dla kamieni Borysa. Ze względu na naturalne wietrzenie skalenia powierzchnia kamienia jest ziarnista i nierówna, a napis na nim trudny do odczytania. 

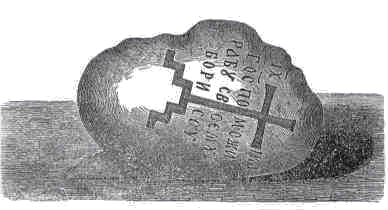
Widok kamienia z końca XIX wieku
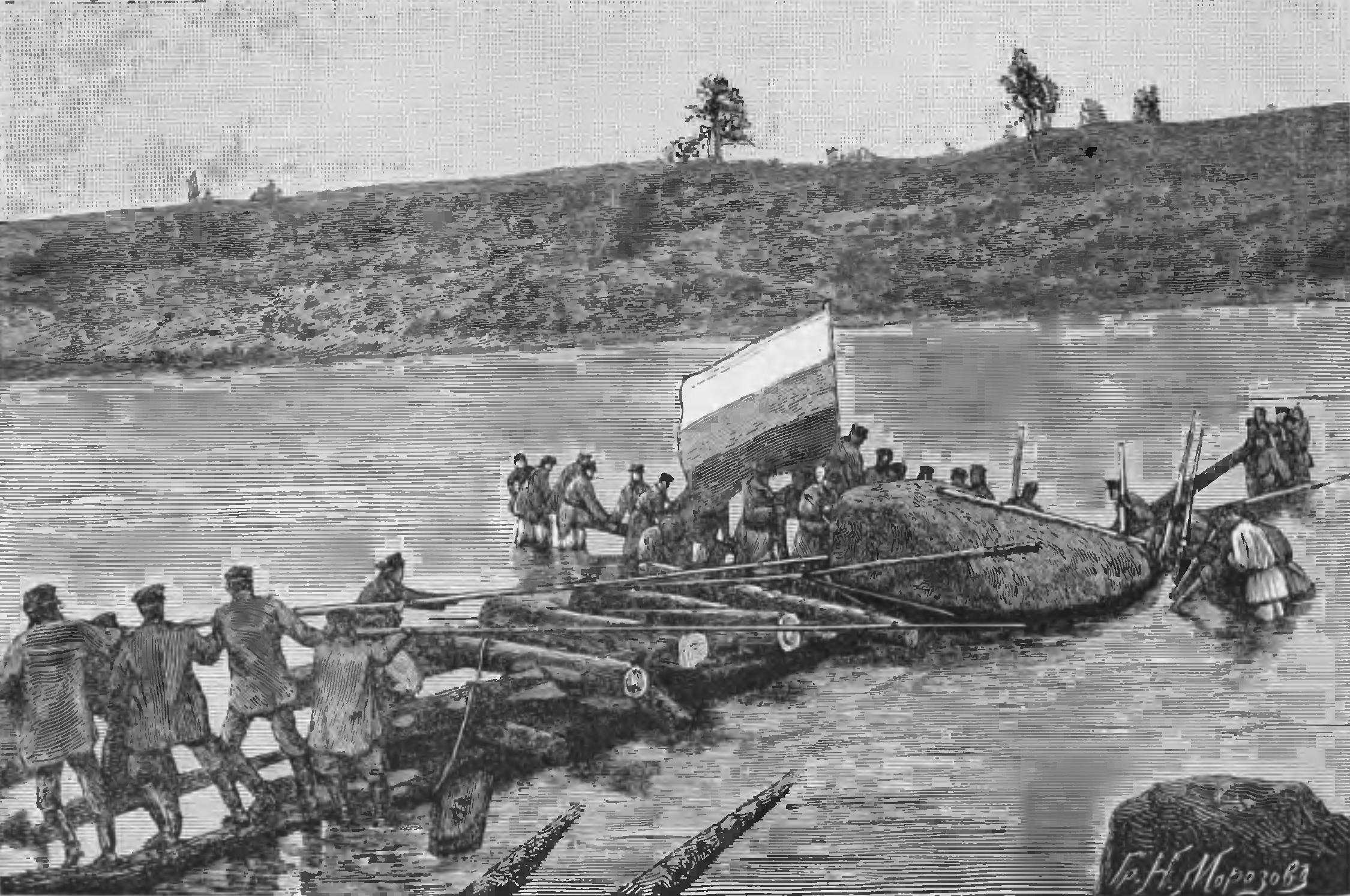
Próba wyciągnięcia kamienia w 1889 roku
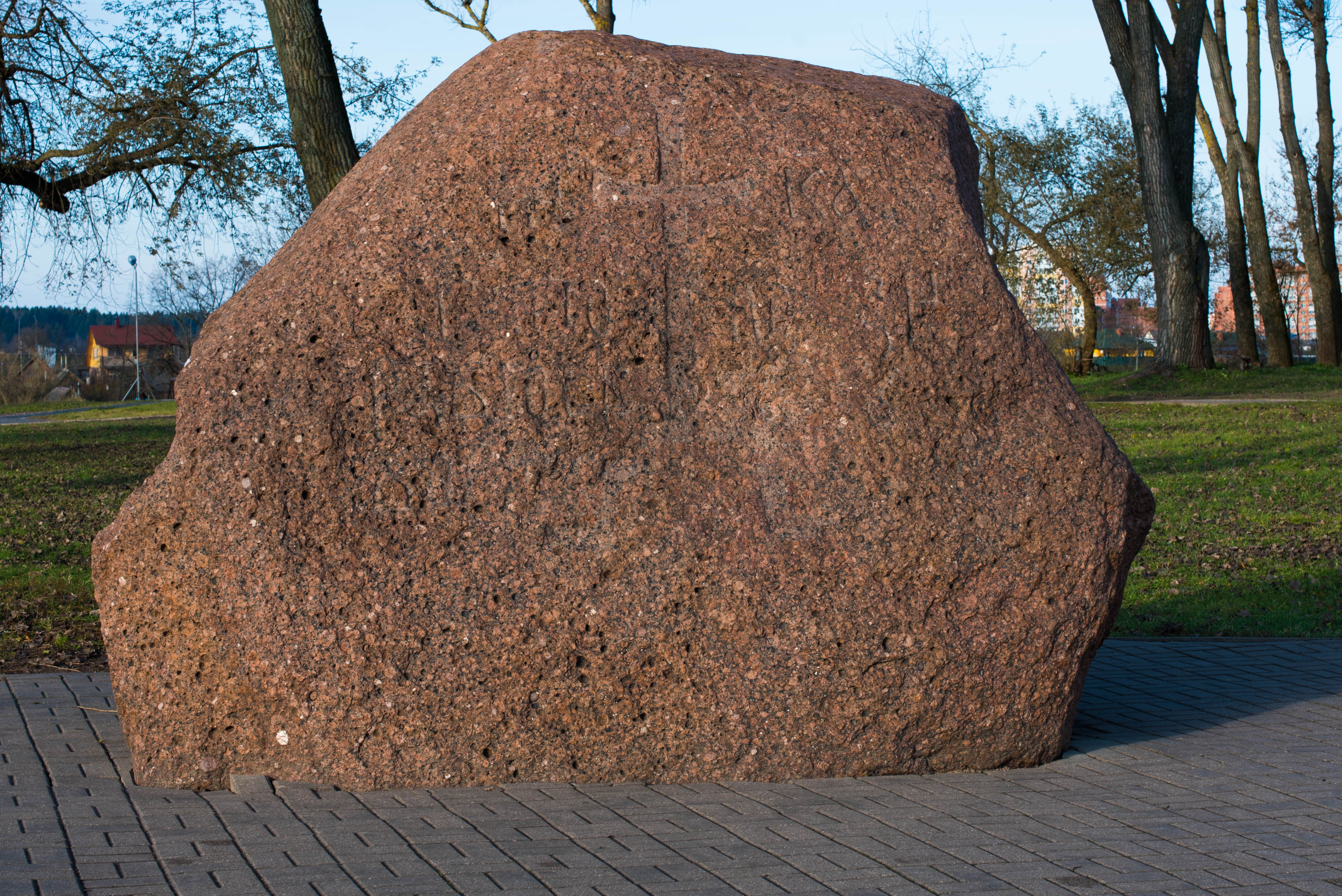
Kamień Borysa w Połocku
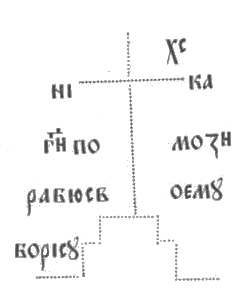
Napis

### Kamień Borysa w Drui
Czwarty kamień Borysa został znaleziony przez A. Sapunowa w połowie 1890 roku w Drui. Wcześniej był praktycznie nieznany, gdyż przez większość roku był całkowicie schowany pod wodą. W latach 1982–1984 po przeniesieniu połockiego kamienia do centrum Połocka, poszukiwania kamienia drujskiego prowadzono pod kierunkiem archeolog Ludmiły Duczic, ale nie zakończyły się one sukcesem. W 2002 roku podczas wyjątkowo upalnego lata Dźwina była na tyle płytka, że głaz wystawał z wody. Przy pomocy ciężkiego sprzętu rozłupany kamień został częściowo usunięty z rzeki i umieszczony na brzegu, niedaleko pierwotnego miejsca. W 2011 roku kamień został przeniesiono go znad brzegów Dźwiny na centralny plac Drui. Kamień jest czerwonawym głazem, na którym wyryto krzyż z rozszerzającymi się końcami i napisem podobnym do napisów na innych kamieniach Borysa.  

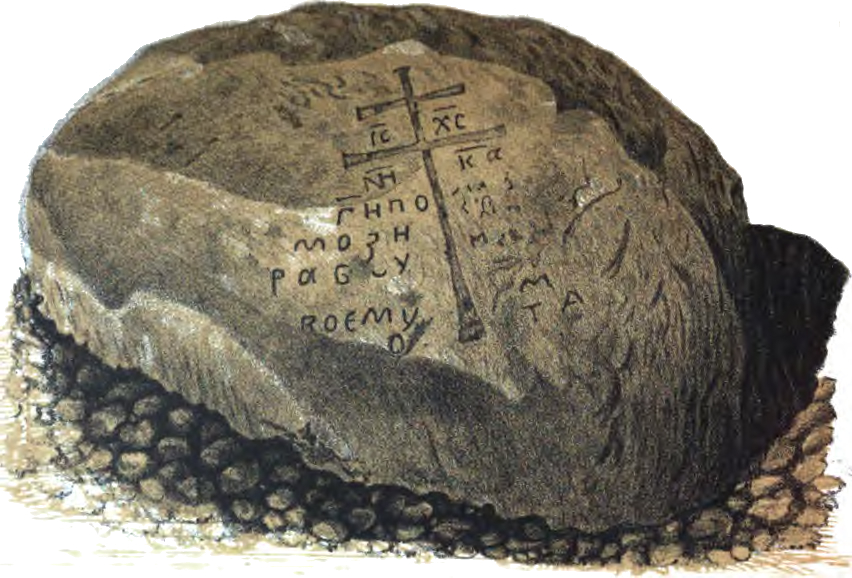
A. Sapunow, Kamień Borysa w Drui
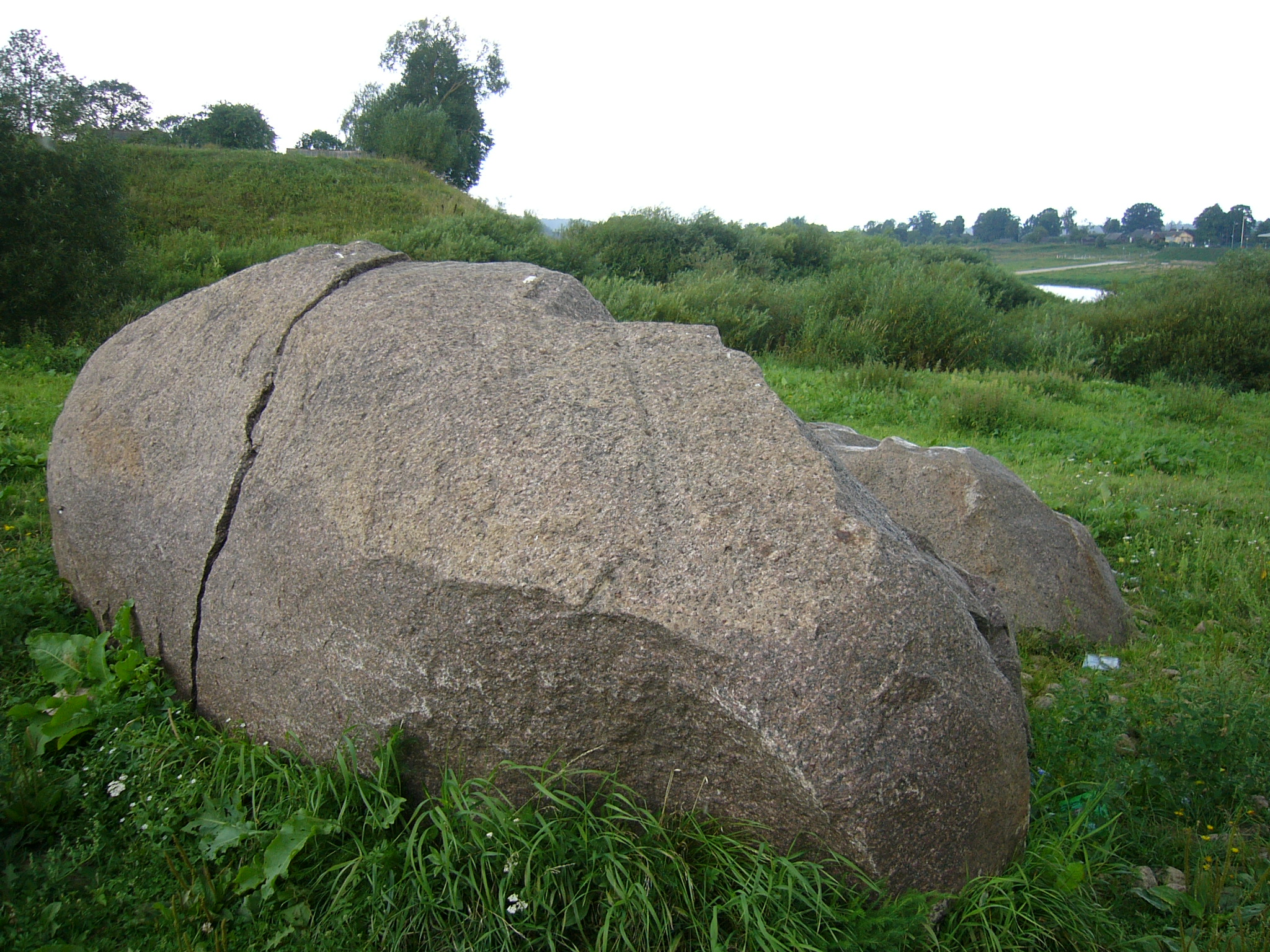
Kamień na brzegu Dźwiny
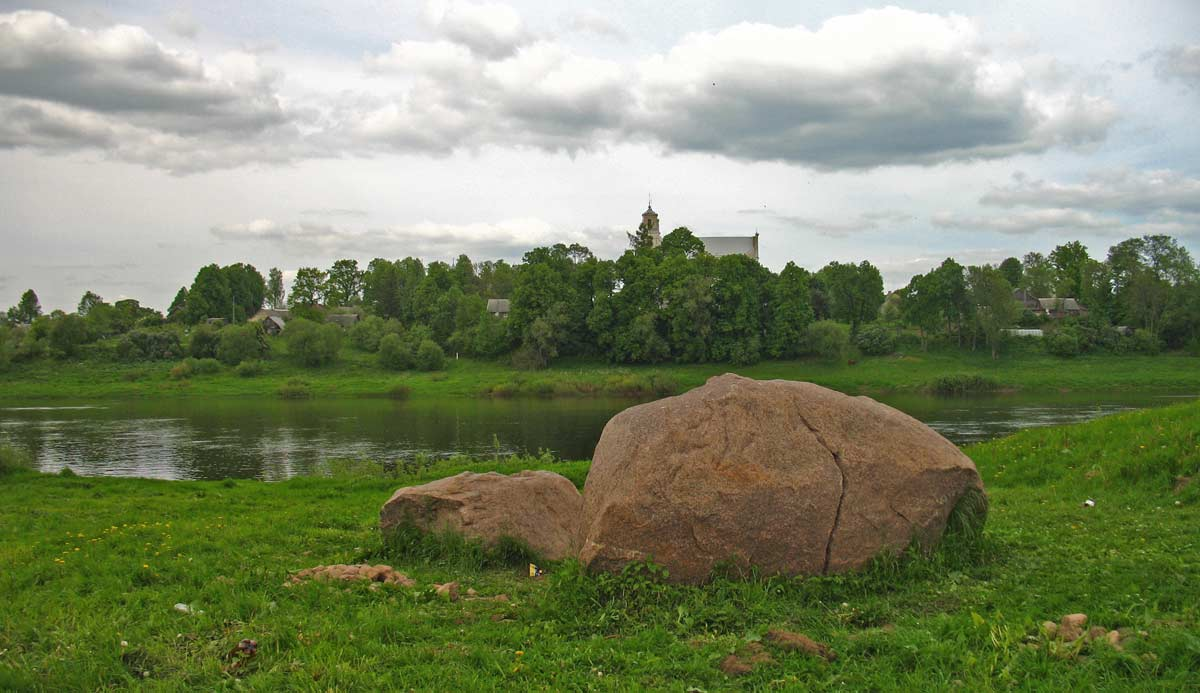
Na brzegu Dźwiny

### Kamień we wsi Kamień
Kamień znajduje się we wsi Kamień w obwodzie wilejskim w obwodzie mińskim nad brzegiem rzeki Wilia. Jest to rodzimy blok w kształcie stożka z ciemnego granitu o wysokości około trzech metrów. Na kamieniu wyryto krzyż patriarchalny Podobnie jak na innych kamieniach Borysa w górnej części krzyża znajduje się napis IC XC NIKA. Po stronie kamienia przeciwległej do krzyża znajdują się ślady tradycyjnego tekstu dla kamieni z tej grupy: Panie pomóż słudze Twemu…. Informacje o nim podał K. Tyszkiewicz w książce Wilija i jej brzegi... Zapisał też podanie z nim związane, które głosi, że ... kiedyś włościanin sochą wołów orał w pierwszy dzień Wielkiej Nocy, za co go Pan Bóg za karę wespół z wołami w kamień obrócił. Tradycyę tę każden wlościanin tej wioski z upodobaniem opowiada. Podczas wyprawy w 1894 roku A. Sapunow oczyścił go z mchu i odnalazł na nim napis, który pozwala go zaliczyć do kamieni Borysa. Jest to jedyny z kamieni Dźwiny lub Borysa, który przetrwał w swoim pierwotnym miejscu.  

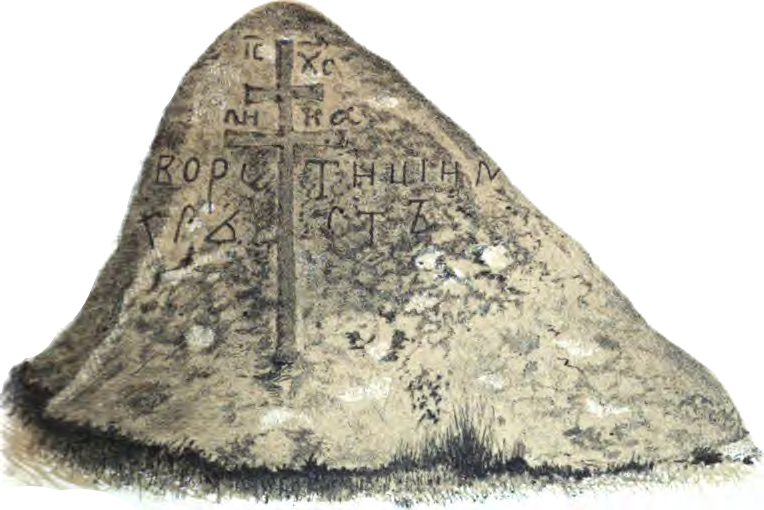
A.Sapunow, Kamień Borysa we wsi Kamień
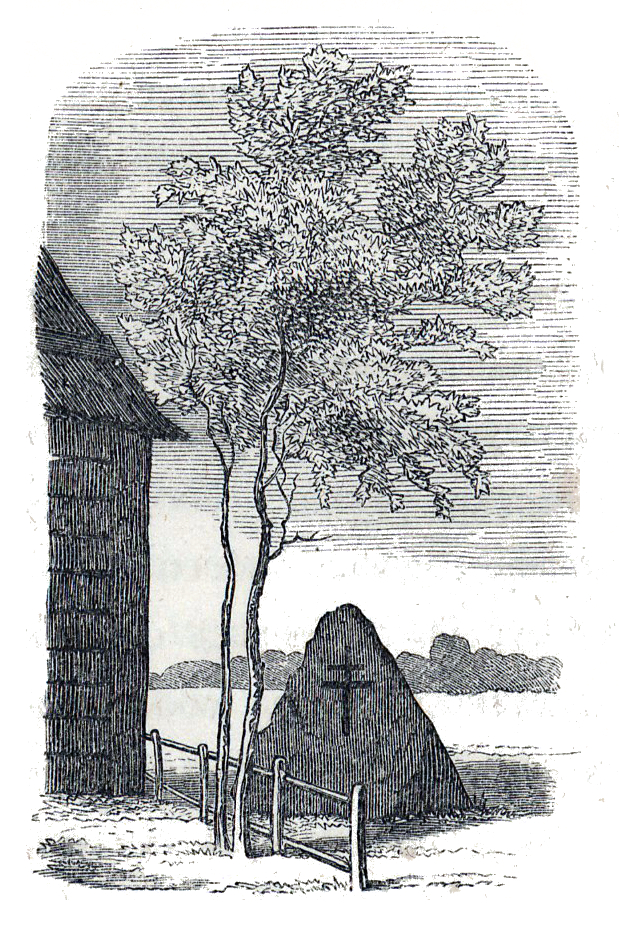
Rysunek z XIX wieku
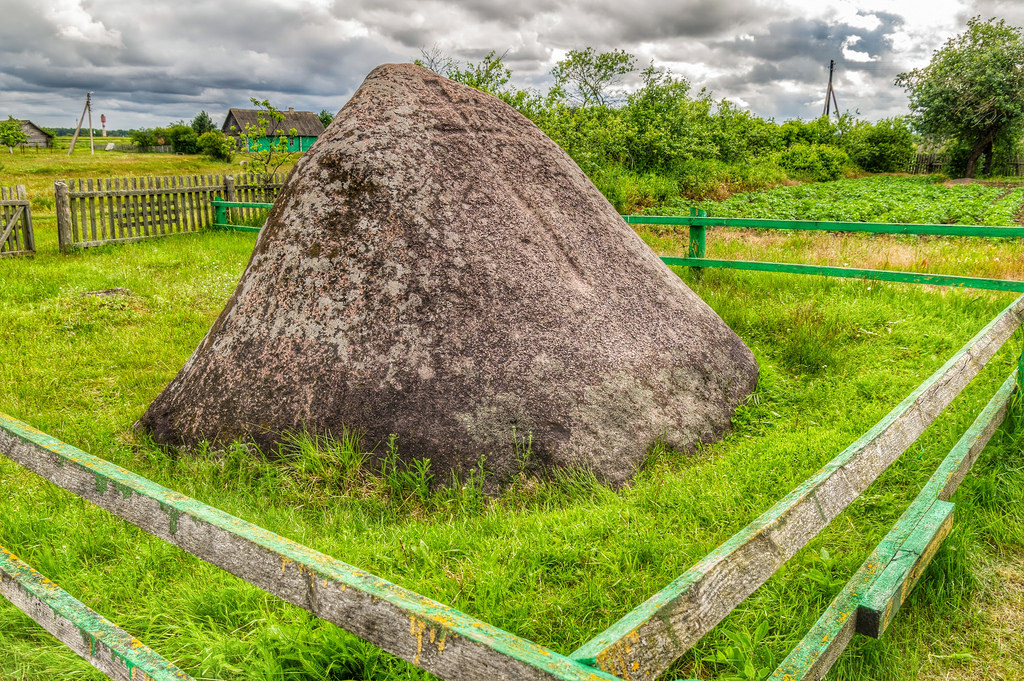
Współczesny wygląd

### Kamień Sulibor Khrst
W publikacji Sapunowa jest określany jako IV kamień Dwiński lub Borysa. Znajdował się niedaleko drugiego kamienia z Dzisny, w pobliżu lewego brzegu Dźwiny przy ujściu rzeki Powianuszki. W 1879 roku na polecenie hrabiego Aleksieja Uwarowa Michał Kuściński miał przewieźć go do Muzeum Archeologicznego w Moskwie. Później został przeniesiony do Muzeum Historycznego. W latach dwudziestych XX wieku miał być przetransportowany do rezerwatu Kołomieńskie. W muzeum jest opisywany jako kamień Borysa. Do 2013 roku informowano, że znajduje się na nim napis Panie pomóż. W 2013 roku podano, że znajduje się na nim napis Sulibor Khrst. 
Jest to głaz o średnicy około półtora metra z czerwonawego granitu o nieregularnym kształcie (najmniejszy ze wszystkich kamieni Dźwiny). Wyryto na nim krzyż, który różni się kształtem od krzyży na innych kamieniach Dźwiny, a po lewej stronie krzyża zgodnie z opisem Sapunowa miał znajdować się napis Silnij, chrabryj Boris świat. Sapunow uważał, że powstał on później. Podstawa tego twierdzenia był inny kształt krzyża oraz napis stosowany tylko wobec osób zmarłych. 

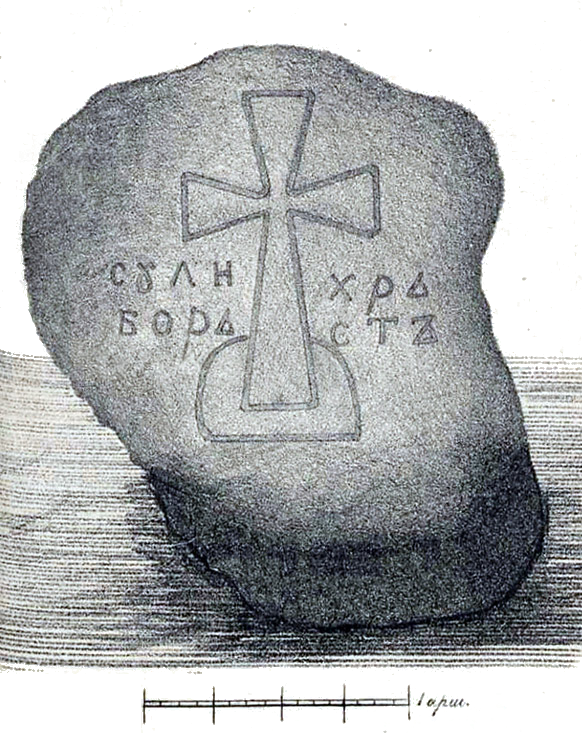
Sulibor Khrst

## Znane, a nie zachowane kamienie

### Kamień Borysa w Dziśnie
Pierwszy z kamieni w Dziśnie (nazywany także drugim kamieniem Borysa) znajdował się około 5 kilometrów od miasta Dzisna, w dole rzeki Dźwiny, naprzeciwko wsi Nakowanniki. Kamień był nieregularnym szarym granitowym głazem o średnicy ponad 3 metrów. Wyrzeźbiono na nim czteroramienny krzyż z dodatkowymi elementami dekoracyjnymi, osadzony na wsporniku w postaci szerokiej litery „P” oraz napisem typowym dla kamieni Borysa. Badanie kamieni Borysa rozpoczęło się od tego kamienia. To jego opisał Stryjkowski w swojej Kronice polskiego… Pierwszy zachowany rysunek kamienia został wykonany w 1818 rok i  dołączony do listów E. Kankrina. 

Ponieważ kamień znajdował się prawie na środku rzeki i kiedy poziom wody był niski mocno utrudniał nawigację, w 1818 roku próbowano go wysadzić. Jednak próba ta zakończyła się niepowodzeniem. Kilka kawałków odłamało się od szczytu głazu, w tym fragment obok wierzchołka krzyża, ale w zasadzie kamień przetrwał. Kamień został prawdopodobnie został zniszczony w latach 30. XX wieku.  Nie przetrwał do dziś. 

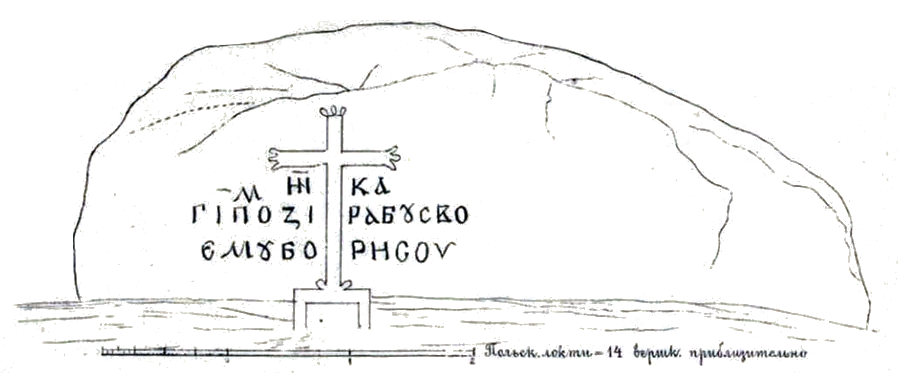
Najwcześniejszy rysunek kamienia Borysa. 1818 rok
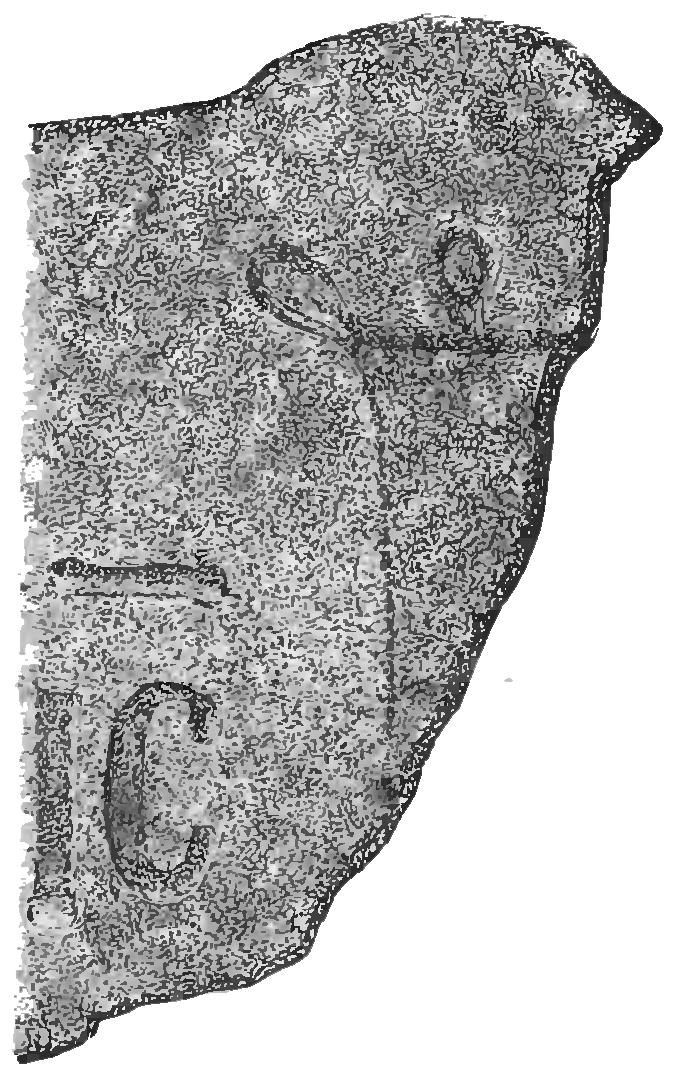
Kawałek kamienia znaleziony po eksplozji
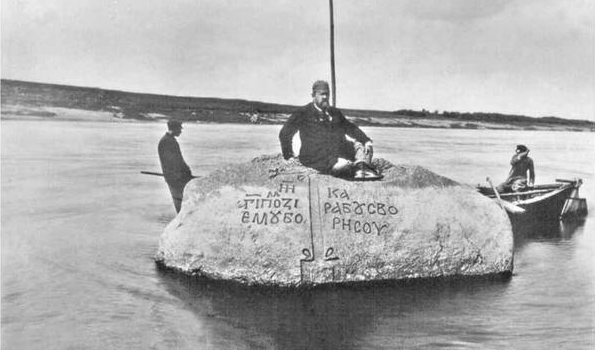
Zdjęcie z 1896 roku
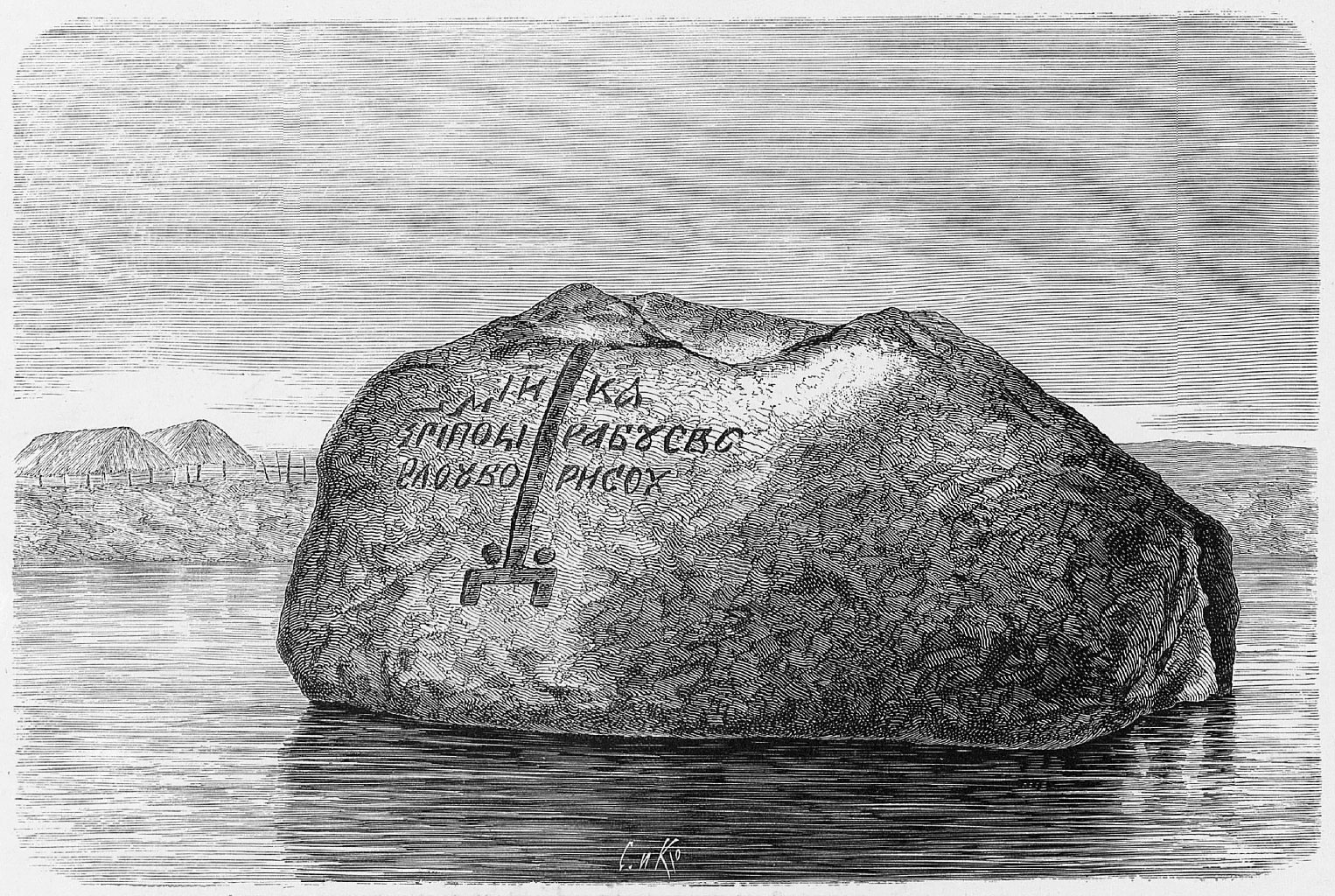
Kamień Borysa w Dziśnie

### Drugi kamień Borysa w Dziśnie
Drugi kamień w Dziśnie (znany również jako trzeci kamień Borysa) znajdował się dwa kilometry w dół rzeki od pierwszego kamienia, naprzeciw wsi Bołotniki. Był to szary granitowy głaz większy niż inne kamienie Borysa (miał ponad cztery metry średnicy). Został na nim wyrzeźbiony krzyż na półkolistej podstawie z napisem: Panie, pomóż swojemu słudze Borysowi. Naukowcy zauważają, że wewnątrz stopy krzyża znajdował się jakiś niejasny obraz totenkopf, który jest często umieszczany u stóp krzyża.  Kamień można było go zobaczyć przy niskim poziomie wody. Dalszy los kamienia nie jest znany. Nie przetrwał do dziś. 

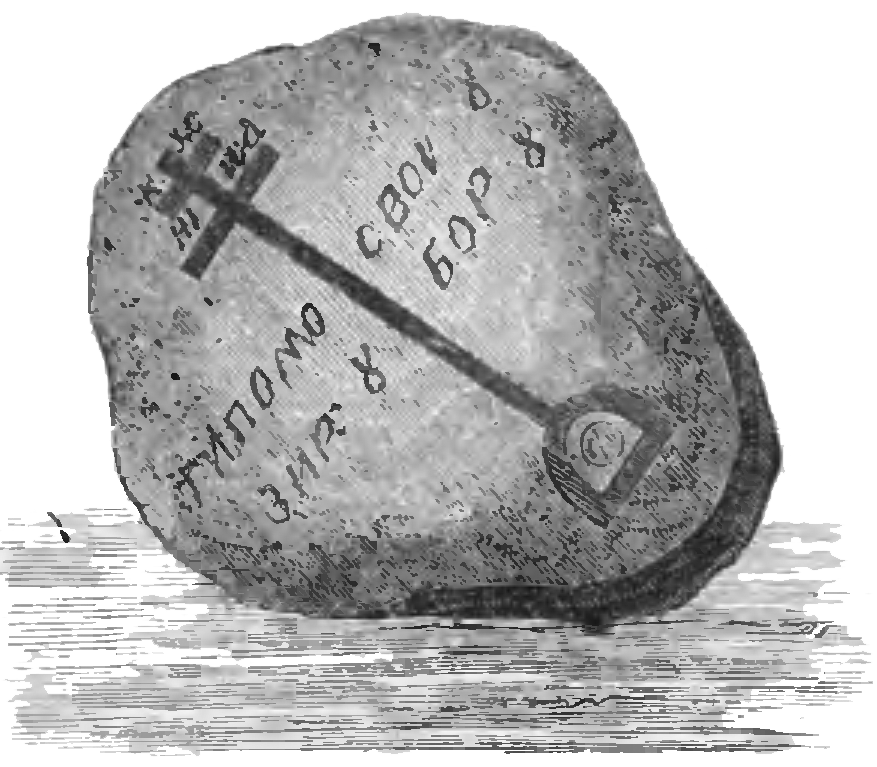
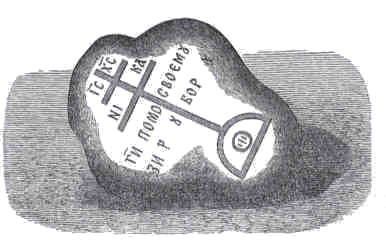
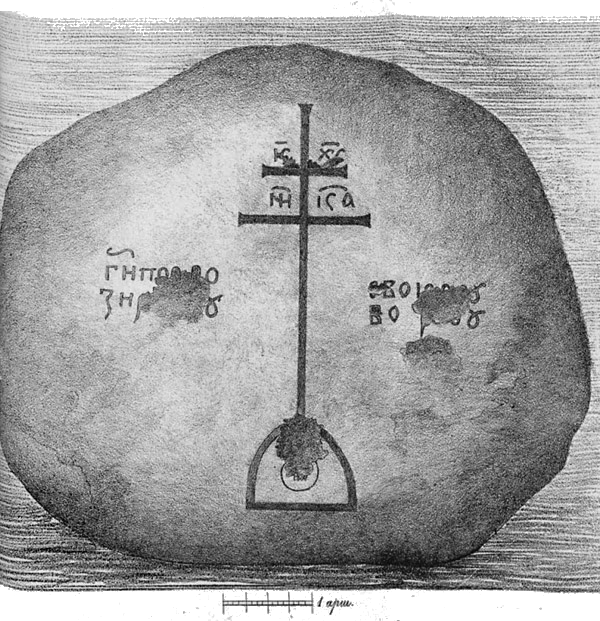

### Kamień Borysa we wsi Horodec
W 1889 roku etnograf i archeolog E. R. Romanow poinformował o odkryciu kolejnego kamienia Borysa we wsi Wysoki Horodec w powiecie senińskim w guberni mohylewskiej (obecnie rejon tołocziński, obwód witebski). Według E.R. Romanowa, kamień znajdował się na południowy wschód od wsi przy drodze i był blokiem z czerwonego granitu o niemal kwadratowym kształcie, o wymiarach 4¼ × 4¼ arszynów (około 3 × 3 metrów) i 1½ arszinu (około 1 metr). Na kamieniu wyryto krzyż i tekst typowy dla kamieni Borysa Panie, pomóż swojemu słudze Borysowi. Badacz zauważył, że kamień był zorientowany, wierzchołek krzyża znajdował się na wschodzie, a podstawa krzyża na zachodzie. Północna krawędź kamienia została odłupana. Historyk przekazał, że na tym obszarze kamień nazywano Krawiec i przytoczył legendę, którą o nim usłyszał: „Dawno, od niepamiętnych czasów kamień miał cudowną moc szycia ubrań. Gdy przyniesiesz wieczorem sukno lub inną szmatkę i powiesz: Stepanie, szyję żupan ! do rana strój zostaje uszyty.  Pewna kobieta zakpiła z „Krawca”: przyniosła materiał i poprosiła, aby kamień uszył jej ni to, ni owo. Gdy rano znalazła ubranie, było ono źle uszyte: jeden rękaw został wszyty prawidłowo, a drugi poniżej… Od tego czasu Krawiec przestał szyć, choć na kamieniu wciąż widoczne są ślady dawnych nożyczek.
W 1937 roku nieznani sprawcy rozbili kamień na kilka części. 

## Tezy tłumaczące przeznaczenie kamieni
Historycy nie doszli do porozumienia co do przeznaczenia kamieni Dźwiny. Najczęściej wymieniane powody tworzenia na nich napisów to: 
- Napisy na kamieniach są wyryte na pamiątkę (wdzięczności Bogu) udanej dostawy materiałów budowlanych na pługach wzdłuż Dźwiny z Inflant. Autorem tej wersji jest M. Stryjkowski[2]. Rzeczywiście, na początku XII wieku w Połocku prowadzono prace budowlane na dużą skalę. Zbudowano klasztor i kościół świętych Borysa i Gleba, Monastyr Przemienienia Pańskiego i kościół Świętego Zbawiciela. Jednak zdaniem innych historyków cegła, wapno i inne materiały były wydobywane i wytwarzane w samym Połocku i jego okolicach i nie było potrzeby transportu ich wzdłuż Dźwiny.
- Kamienie były znakami granicznymi i wyznaczały granicę księstwa połockiego. Autorem tej wersji jest K. Tyszkiewicz. Jednak inni historycy zauważają, że kamienie znajdowały się głównie w korycie zachodniej Dźwiny w prawie całym jej biegu, a granica księstwa połockiego nigdy nie przebiegała wzdłuż rzeki na tak dużym odcinku. W swoich opracowaniach Adam Kirkor słusznie zauważa: Za czasów Borysa te kamienie nie mogły być granicznymi ponieważ leżały w kraju, a nie na granicy[1].
- Kamienie były wcześniej świętymi kamieniami w świątyniach pogańskich, a krzyż i inskrypcje zostały wyryte na nich podczas chrystianizacji ludności. Jako pierwszy taką tezę postawił gen. Kankrin w liście do hrabiego Rumiancewa. Rzeczywiście, dość powszechna była praktyka „chrzczenia” pogańskich świętych kamieni poprzez umieszczanie na nich symboli chrześcijańskich lub używanie ich do budowy świątyń[1].
- Napisy na kamieniach zostały wykonane w latach głodu w nadziei na dobre żniwa. Autorem tej wersji jest Boris Rybakow. Jego zdaniem głód w 1127 roku skłonił księcia połockiego Borysa do „ochrzczenia” szeregu kamieni w nadziei otrzymania Bożej pomocy w postaci dobrych zbiorów. Należy w tym miejscu zaznaczyć, że jedną z potocznych nazw niektórych kamieni Borysa jest „Borys-Chlebnik”[6].
- Napisy na kamieniach miały zapewnić pomyślność żeglugi na Dźwinie. Tak uważał Sapunow. Zwrócił on też uwagę na to, że kamienie nie zawsze leżały w korycie rzeki. Na pewno tak było z kamieniem w Dziśnie, opisanym przez M. Stryjkowskiego. Pod koniec XIX wieku było widać stare koryto rzeki[3].